# 野沢拓也
野沢 拓也（のざわ たくや、1981年8月12日 - ）は、茨城県笠間市出身の元サッカー選手。ポジションはミッドフィールダー。元日本代表。

## 経歴
ゲームメーカーとして鹿島アントラーズのユース在籍中の1997年9月3日、同日にG大阪戦とシンガポールで行われたアジアクラブ選手権・ゲイラン・ユナイテッドFC戦の2試合をこなす必要があり、さらにW杯アジア地区最終予選の日本代表メンバーであった名良橋晃、秋田豊、相馬直樹、本田泰人が代表の日程の関係上試合出場ができずに、2チームの選手をそろえるには大幅に人数が足りなくなったため、G大阪戦（万博）で高校1年生ながらトップ登録、およびベンチ入りメンバーに入ったが試合出場はなく、試合後すぐにトップ登録抹消となっている。
高校3年生となった1999年には再び2種登録選手の形でトップ登録が行われ、同年4月10日の京都戦で初出場（17歳7ヶ月と30日の出場はクラブ最年少記録）を果たす。同年、ブラジルに短期留学した。
その後しばらくは同じ攻撃的MFの小笠原満男や本山雅志など鹿島の厚い選手層の陰に隠れ、持病のケーラー病に怪我も重なり伸び悩んでいた。しかし、2005年にこれまでと異なる1.5列目やFW、ウイング的な役割で起用されると28試合出場10得点を記録。優勝争いを経験する中で、新境地を開くシーズンとなった。
2006年シーズン途中に小笠原がイタリアへ移籍する際には後継者に指名され、レギュラーとしての地位を築いた。12月2日に行われた磐田戦（カシマ）では、自身初となるハットトリックも達成した。
2006年11月11日、A代表に初選出された。
2007年シーズンより、前年まで小笠原がつけていた背番号8を受け継ぐこととなった。自身の誕生日である8月12日の甲府戦ではバースデーゴールを挙げ、その得点がチームのリーグ戦通算900得点という記念ゴールにもなった。
2008年は夏場にスタメンから外れることもあったが、最終節の札幌戦でチームをリーグ連覇に導くミドルシュートを決めるなどチームに貢献した。
2009年は怪我もなく、出場停止のゲーム以外はすべてスタメン出場し、32節、33節とゴールを決め、チームのリーグ3連覇に貢献した。2009年時点での通算35得点のうち、11-12月のリーグ戦でチーム歴代最多の13得点を記録している。緊迫したシーズン終盤に特に力を発揮することから、”ミスター・クライマックス”の異名を持つ。
2010年はリーグ戦全試合出場。天皇杯決勝では、決勝点となるフリーキックを決める。2011年には、常陽銀行のキャラクターに任命され、初の茨城県出身者から起用された。
2012年、ヴィッセル神戸へ完全移籍。神戸にとっては待望のプレースキッカーの加入であり、多くの得点を演出するなどチームの中心として活躍したが、チームはJ2に降格した。2013年に古巣鹿島に完全移籍で復帰した。
2014年8月1日、ベガルタ仙台への完全移籍が発表された。背番号は2012年以来の「8」に決まった。加入後は左サイドハーフとしてスタメンに定着、幾度となく決定的なチャンスを作り、チームのJ1残留に貢献した。2018年1月ベガルタ仙台を契約満了に伴い退団することを発表した。
2018年2月、オーストラリアのウロンゴン・ウルブスFCへ移籍。
2019年1月4日、関西サッカーリーグ1部のFC TIAMO枚方へ入団すると発表、2シーズンを戦いチームはJFLに昇格したタイミングの2020年12月30日に、現役引退が発表された。
2022年6月9日、チームの殿堂入りとも言える「アントラーズ功労賞」に選出された。

## 所属クラブ
- 1989年 - 1993年 稲田サッカースポーツ少年団
- 1994年 - 1996年 鹿島アントラーズジュニアユース
- 1997年 - 1999年 鹿島アントラーズユース（潮来高等学校）
- 1999年  CFZ ド・リオ（短期留学）
- 2000年 - 2011年  鹿島アントラーズ
- 2012年  ヴィッセル神戸
- 2013年 - 2014年7月  鹿島アントラーズ
- 2014年8月 - 2017年  ベガルタ仙台
- 2018年   ウロンゴン・ウルブスFC
- 2019年 - 2020年  FC TIAMO枚方

## 個人成績
| 国内大会個人成績 | 国内大会個人成績 | 国内大会個人成績 | 国内大会個人成績 | 国内大会個人成績             | 国内大会個人成績 | 国内大会個人成績 | 国内大会個人成績 | 国内大会個人成績 | 国内大会個人成績 | 国内大会個人成績 | 国内大会個人成績 |
| 年度             | クラブ           | 背番号           | リーグ           | リーグ戦                     | リーグ戦         | リーグ杯         | リーグ杯         | オープン杯       | オープン杯       | 期間通算         | 期間通算         |
| 年度             | クラブ           | 背番号           | リーグ           | 出場                         | 得点             | 出場             | 得点             | 出場             | 得点             | 出場             | 得点             |
| 日本             | 日本             | 日本             | 日本             | リーグ戦                     | リーグ戦         | リーグ杯         | リーグ杯         | 天皇杯           | 天皇杯           | 期間通算         | 期間通算         |
| ---------------- | ---------------- | ---------------- | ---------------- | ---------------------------- | ---------------- | ---------------- | ---------------- | ---------------- | ---------------- | ---------------- | ---------------- |
| 1999             | 鹿島             | 34               | J1               | 1                            | 0                | 0                | 0                | 0                | 0                | 1                | 0                |
| ブラジル         | ブラジル         | ブラジル         | ブラジル         | リーグ戦                     | リーグ戦         | ブラジル杯       | ブラジル杯       | オープン杯       | オープン杯       | 期間通算         | 期間通算         |
| 1999             | CFZ              |                  |                  |                              |                  |                  |                  |                  |                  |                  |                  |
| 日本             | 日本             | 日本             | 日本             | リーグ戦                     | リーグ戦         | リーグ杯         | リーグ杯         | 天皇杯           | 天皇杯           | 期間通算         | 期間通算         |
| 2000             | 鹿島             | 25               | J1               | 0                            | 0                | 1                | 0                | 0                | 0                | 1                | 0                |
| 2001             | 鹿島             | 25               | J1               | 5                            | 0                | 0                | 0                | 2                | 1                | 7                | 1                |
| 2002             | 鹿島             | 25               | J1               | 13                           | 0                | 6                | 2                | 3                | 0                | 22               | 2                |
| 2003             | 鹿島             | 25               | J1               | 5                            | 0                | 1                | 0                | 4                | 2                | 10               | 2                |
| 2004             | 鹿島             | 25               | J1               | 16                           | 2                | 7                | 3                | 3                | 1                | 26               | 6                |
| 2005             | 鹿島             | 25               | J1               | 28                           | 10               | 2                | 0                | 3                | 1                | 33               | 11               |
| 2006             | 鹿島             | 25               | J1               | 29                           | 9                | 11               | 1                | 3                | 0                | 43               | 10               |
| 2007             | 鹿島             | 8                | J1               | 29                           | 5                | 6                | 1                | 5                | 0                | 40               | 6                |
| 2008             | 鹿島             | 8                | J1               | 27                           | 3                | 2                | 0                | 2                | 0                | 31               | 3                |
| 2009             | 鹿島             | 8                | J1               | 33                           | 7                | 2                | 0                | 4                | 2                | 39               | 9                |
| 2010             | 鹿島             | 8                | J1               | 34                           | 8                | 2                | 0                | 5                | 2                | 41               | 10               |
| 2011             | 鹿島             | 8                | J1               | 34                           | 6                | 3                | 0                | 2                | 1                | 39               | 7                |
| 2012             | 神戸             | 8                | J1               | 33                           | 5                | 4                | 0                | 1                | 0                | 38               | 5                |
| 2013             | 鹿島             | 35               | J1               | 23                           | 4                | 8                | 0                | 2                | 1                | 33               | 5                |
| 2014             | 鹿島             | 35               | J1               | 8                            | 1                | 4                | 1                | 1                | 0                | 13               | 2                |
| 2014             | 仙台             | 8                | J1               | 16                           | 2                | -                | -                | -                | -                | 16               | 2                |
| 2015             | 仙台             | 8                | J1               | 29                           | 4                | 3                | 0                | 3                | 1                | 35               | 5                |
| 2016             | 仙台             | 8                | J1               | 18                           | 3                | 4                | 0                | 1                | 0                | 23               | 3                |
| 2017             | 仙台             | 8                | J1               | 3                            | 1                | 8                | 0                | 0                | 0                | 11               | 1                |
| オーストラリア   | オーストラリア   | オーストラリア   | オーストラリア   | リーグ戦                     | リーグ戦         | リーグ杯         | リーグ杯         | FFA杯            | FFA杯            | 期間通算         | 期間通算         |
| 2018             | W.ウルブス       |                  | NSW P            |                              |                  |                  |                  |                  |                  |                  |                  |
| 日本             | 日本             | 日本             | 日本             | リーグ戦                     | リーグ戦         | リーグ杯         | リーグ杯         | 天皇杯           | 天皇杯           | 期間通算         | 期間通算         |
| 2019             | 枚方             | 8                | 関西1部          | 14                           | 14               | -                | -                | -                | -                | 14               | 14               |
| 2020             | 枚方             | 8                | 関西1部          | 7                            | 2                | -                | -                | 1                | 0                | 8                | 2                |
| 通算             | 日本             | 日本             | J1               | 384                          | 70               | 74               | 8                | 44               | 12               | 502              | 90               |
| 通算             | 日本             | 日本             | 関西1部          | 21                           | 16               | -                | -                | 1                | 0                | 14               | 14               |
| 通算             | ブラジル         | ブラジル         |                  | \|\|\|\|\|\|\|\|\|\|\|\|\|\| |                  |                  |                  |                  |                  |                  |                  |
| 通算             | オーストラリア   | オーストラリア   | NSW P            | \|\|\|\|\|\|\|\|\|\|\|\|\|\| |                  |                  |                  |                  |                  |                  |                  |
| 総通算           | 総通算           | 総通算           | 総通算           | 405                          | 86               | 74               | 8                | 45               | 12               | 524              | 106              |

- 1999年はユース所属

その他の公式戦
- 2008年
  - スーパーカップ 1試合1得点
- 2009年
  - スーパーカップ 1試合1得点
- 2010年
  - スーパーカップ 1試合0得点
- 2011年
  - スーパーカップ 1試合1得点

| 国際大会個人成績 | 国際大会個人成績 | 国際大会個人成績 | 国際大会個人成績 | 国際大会個人成績 |
| 年度             | クラブ           | 背番号           | 出場             | 得点             |
| AFC              | AFC              | AFC              | ACL              | ACL              |
| ---------------- | ---------------- | ---------------- | ---------------- | ---------------- |
| 2002-03          | 鹿島             | 25               | 2                | 1                |
| 2008             | 鹿島             | 8                | 6                | 4                |
| 2009             | 鹿島             | 8                | 7                | 2                |
| 2010             | 鹿島             | 8                | 7                | 1                |
| 2011             | 鹿島             | 8                | 7                | 2                |
| 通算             | AFC              | AFC              | 29               | 10               |

その他の国際公式戦
- 2001 - 2002年
  - アジアクラブ選手権 4試合0得点
- 2003年
  - A3チャンピオンズカップ 1試合0得点
- 2013年
  - スルガ銀行チャンピオンシップ 1試合0得点

出場歴
- Jリーグ初出場 - 1999年4月10日 J1 1st第6節 対京都パープルサンガ戦 (西京極)
- Jリーグ初得点 - 2004年9月11日 J1 2nd第4節 対セレッソ大阪戦 (カシマ)
- ハットトリック - 2006年12月2日 J1第34節 対ジュビロ磐田戦 (カシマ)

## 代表歴
- U-19日本代表
  - 2000年
- U-21日本代表
  - 2002年 釜山アジア大会
- 日本代表
  - 2006年 AFCアジアカップ2007予選

## タイトル

### クラブ
鹿島アントラーズ
- Jリーグ：5回 (2000年、2001年、2007年、2008年、2009年)
- ヤマザキナビスコカップ：3回 (2000年、2002年、2011年)
- 天皇杯全日本サッカー選手権大会：3回 (2000年、2007年、2010年)
- ゼロックススーパーカップ：2回 (2009年、2010年)
- A3チャンピオンズカップ：1回 (2003年)
- スルガ銀行チャンピオンシップ：1回 (2013年)

FCティアモ枚方
- 関西サッカーリーグ1部：1回 (2020年)
- 全国社会人サッカー選手権大会：1回 (2019年)
- 全国地域サッカーチャンピオンズリーグ：1回 (2020年)
- 大阪サッカー選手権大会：1回 (2020年)